# Liza Klaussmann
Liza Klaussmann, född 1976 i New York, USA, är en amerikansk författare och journalist. Hon är släkt med den amerikanske författaren Herman Melville, mest känd för att ha skrivit Moby Dick.
Klaussmann växte upp i stadsdelen Brooklyn i New York. Som journalist arbetade hon först vid International Herald Tribune i Paris innan hon 2001 började vid The New York Times.
Hon romandebuterade 2012 med Tigrar i rött väder (originaltitel Tiger in Red Weather). Romanen finns översatt till svenska av Caj Lundgren och utgavs 2012 på bokförlaget Modernista. Boken belönades 2013 med det brittiska priset Books Are My Bag New Writer of the Year vid The Specsavers National Book Awards.